# Entomologie économique
L’entomologie économique est une branche de l'entomologie qui étudie les interactions entre les insectes et l'homme et ses activités. L'intérêt de certains insectes pour l'homme a été depuis longtemps exploité, certains ont même été domestiqués pour la production de substances alimentaires (miel), voire consommés (entomophagie) ou industrielles (soie, laque, pigments), ou pour leur rôle dans la production agricole (pollinisation des cultures et lutte contre les ravageurs). À l'inverse, d'autres espèces ont été jugées nuisibles en raison des dommages causés aux personnes, à leurs animaux, cultures ou récoltes, soit directement comme parasites et ravageurs, soit indirectement comme vecteurs de maladies.

## Insectes nuisibles
Les insectes considérés comme nuisibles, d'une manière ou d'une autre, appartiennent à tous les grands ordres de la classification, à l'exception des Ephemeroptera (éphémères), des Odonata, des Plecoptera (perles), des Embioptera, des Trichoptera, des Neuroptera (au sens large) et des Mecoptera (ainsi que des minuscules groupes des  Zoraptera, Grylloblattodea et Mantophasmatodea).
Inversement, tous les ordres d'insectes comprennent des espèces considérées comme bénéfiques, au moins dans une certaine mesure, à l'exception des trois ordres dont les membres sont exclusivement des parasites, les  Phthiraptera (poux), les Siphonaptera (puces) et les Strepsiptera.
Les insectes peuvent être nuisibles pour de multiples raisons, en particulier par :
- les dégâts directs sur les plantes cultivées dans les champs ou en infestant des produits (grains, farine, tubercules...) stockés ;
- les dommages indirects par la transmission de maladies virales chez les plantes cultivées (notamment par les insectes suceurs tels que les pucerons et les cicadelles) ;
- la propagation de maladies chez les personnes et les animaux domestiques ;
- les agressions directes sur l'homme par les insectes parasites (ecto- ou endoparasites), les insectes venimeux (guêpes, frelons) ou irritants par piqures ou simple contact.

Quelques exemples
- Phylloxéra,
- criquet pèlerin,
- doryphore,
- ver de la capsule du cotonnier,
- scarabée japonais,
- pucerons,
- moustiques,
- blattes,
- chrysomèle des racines du maïs.

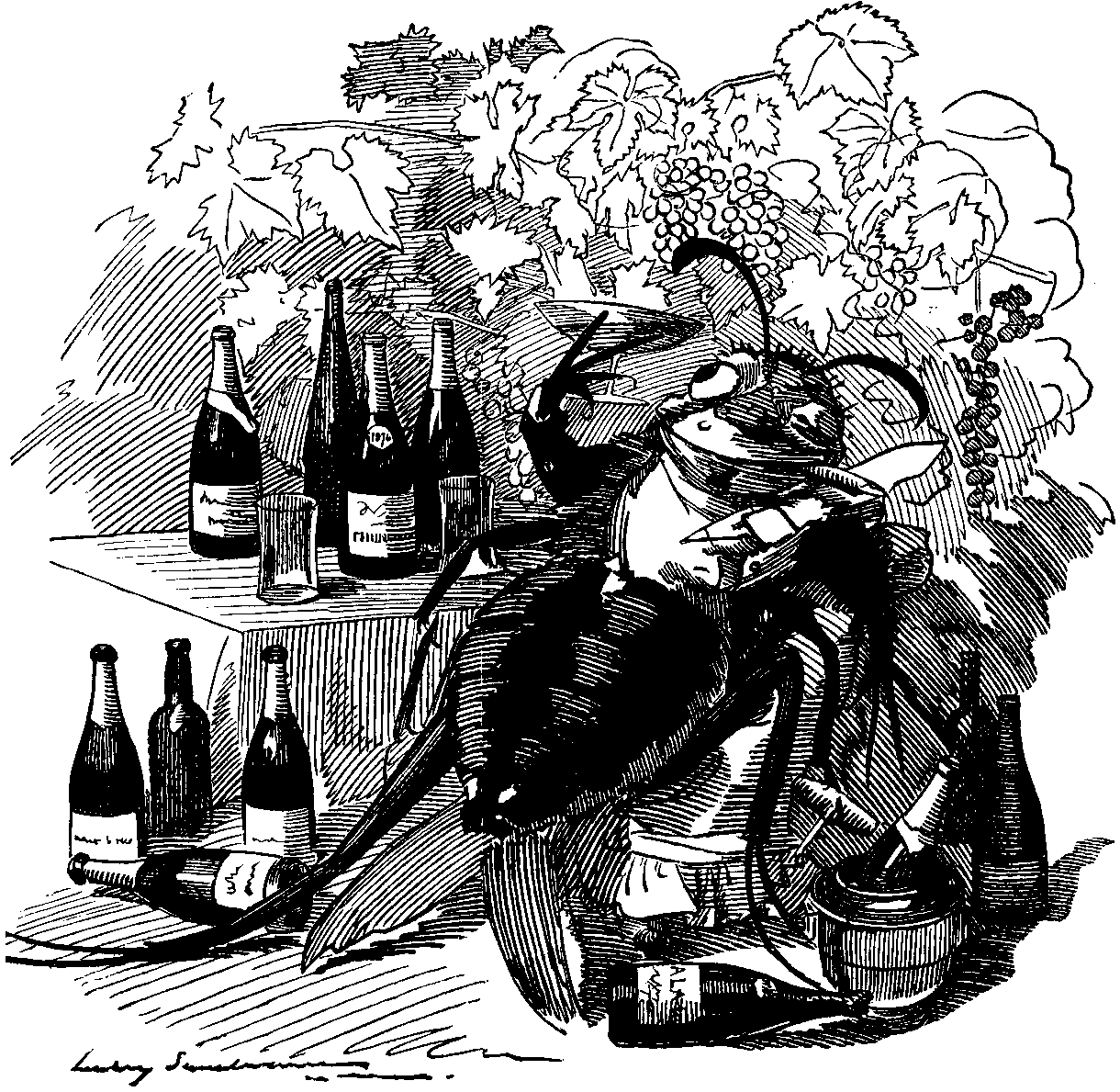
Le phylloxéra, un vrai gourmet, découvre les meilleurs vignobles et s'attache aux meilleurs vins
Dessin humoristique extrait de Punch du 6 septembre 1890).

Dans le passé, les entomologistes travaillant sur les insectes nuisibles ont tenté d'« éradiquer » certaines espèces.
Cela a rarement fonctionné, sauf dans des îles ou des milieux contrôlés, et soulève des questions éthiques. Au fil du temps, le langage a évolué et on parle plutôt de « lutte » et de « gestion ». L'utilisation aveugle de produits chimiques toxiques et persistants et la résurgence des ravageurs dans l'histoire de la culture du coton aux États-Unis a été particulièrement bien étudiée.